# 斯維塔瓦河畔布熱佐瓦

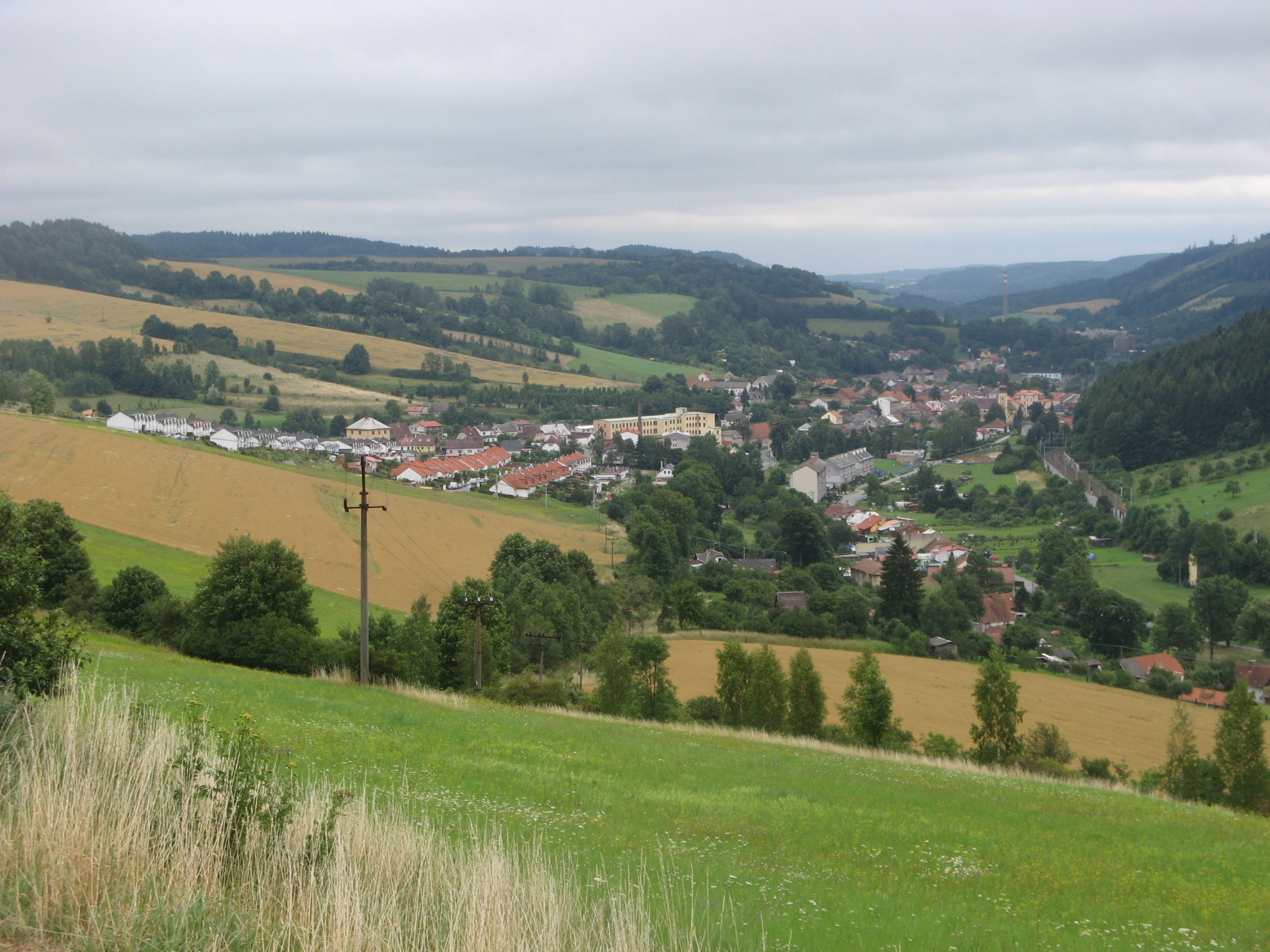
Březová nad Svitavou

斯維塔瓦河畔布熱佐瓦是捷克的城鎮，位於該國東部斯維塔瓦河畔，距離斯維塔維13公里，由帕爾杜比采州負責管轄，面積12.70平方公里，海拔高度383米，2011年人口1,765。

## 外部連結
- Municipal website （页面存档备份，存于）